# Дубровин, Николай Павлович
Николай Павлович Дубровин (13 [26] июля 1903, Козлов, Тамбовская губерния — 8 ноября 1997, Санкт-Петербург) — советский военно-морской деятель, инженер-контр-адмирал.

## Биография
Родился 13 (26) июля 1903 года в городе Козлов Козловского уезда Тамбовской губернии (ныне город Мичуринск Тамбовской области) в семье кузнеца.
В РККА с 6 мая по ноябрь 1920 года.
Член КПСС с 1920 года. 
Участник Гражданской войны: с июля по ноябрь 1920 года - инспектор учета политотдела Юго-Западного фронта.
С 1922 по 1928 год обучался на электромеханическом факультете Ленинградского политехнического института. С 1928 по 1931 год работал начальником цеха Тульского оружейного завода.
В ВМФ с ноября 1931 года.
С ноября 1931 по январь 1933 года — слушатель факультета военно-морского оружия Военно-морской академии имени К. Е. Ворошилова. По окончании академии оставлен в ней на учебной и административной работе: с января 1933 по апрель 1934 года - адъюнкт, с апреля 1934 по декабрь 1935 года - помощник начальника учебно-технического сектора, с декабря 1935 по март 1936 года - исполняющий должность начальника учебно-технического сектора, с марта по август 1936 года - начальник научно-исследовательского отделения, с августа 1936 по июнь 1939 года - помощник начальника академии по материально-техническому обеспечению.
С июня по август 1939 года руководил организацией Военно-морского инженерно-строительного училища, и с августа 1939 по июнь 1940 года был первым его начальником. За время руководства училищем сформировал научную и учебно-лабораторную базу, подобрал высококвалифицированный профессорско-преподавательский и командный состав, произвел первый набор курсантов в училище.
С июня 1940 по май 1945 года — начальник тыла — заместитель командующего Северным флотом по тылу, член Военного совета Северного флота. В апреле-мае 1942 года лично участвовал в десантной операции 12-й бригады морской пехоты, руководя её материальным обеспечением.
С мая 1945 года по март 1947 — начальник тыла Тихоокеанского флота. С марта по август 1947 — начальник тыла 7-го ВМФ.
С 6 августа 1947 года в отставке по болезни.
В 1948—1949 годах — начальник Ленинградского мореходного училища. В 1950—1985 годах — заместитель директора НИИ акушерства и гинекологии им. Д. О. Отта АМН СССР по административно-хозяйственной части.
В 1976 году в соавторстве с контр-адмиралом Будановым Ф.В. издал книгу "Тыл правого фланга" (Мурманское книжное издательство, 1976).
Похоронен на Смоленском православном кладбище (Санкт-Петербург).

## Воинские звания
- Военинженер 1-го ранга;
- Генерал-майор интендантской службы (17.06.1942)
- Инженер-контр-адмирал (31.03.1944) (переаттестован)

## Награды
- Орден Ленина (1944);
- Орден Красного Знамени (1943);
- Орден Красного Знамени (1945)[2];
- Орден Нахимова I степени (1945)[3];
- Орден Отечественной войны I степени (1944);
- Орден Отечественной войны I степени (1985);
- Орден Красной Звезды (1946);
- Орден «Знак Почёта» (1962);
- Медаль «XX лет Рабоче-Крестьянской Красной Армии» (1938);
- Медаль «За боевые заслуги» (1944)[4];
- Медаль «За победу над Германией в Великой Отечественной войне 1941—1945 гг.» (1945);
- Медаль «За победу над Японией» (1945);
- и другие медали.